# Mémorial de la Liberté (Kansas City)
Le Mémorial de la Liberté (Liberty Memorial - National World War I Museum and Memorial) est un mémorial de la Première Guerre mondiale édifié à Kansas City dans le Missouri, aux États-Unis.

## Historique
Ce mémorial, dont la construction débuta en 1921, est inauguré le 11 novembre 1926 par le président des États-Unis, Calvin Coolidge, en présence d'une foule nombreuse (plus de 100 000 personnes) et de cinq chefs militaires alliés, parmi lesquels le général américain John Pershing et le maréchal français Ferdinand Foch.

## Caractéristiques
Le monument se compose d'une tour de 66 mètres de haut. Il a été conçu par Harold Van Buren Magonigle (en) avec la participation de plusieurs sculpteurs dont Robert Ingersoll Aitken. 
Le style du bâtiment s'inspire du style égyptien éclectique avec une façade en pierre calcaire. La grande frise a été réalisée par Edmond Romulus Amateis. Les fondations sont composées de murs de granit. Les portes de l'entrée principale au sommet des escaliers sont en bronze. Les murs de la salle au premier étage sont en pierre de Kasota. Les couloirs et les escaliers principaux sont recouverts de parement en travertin d'Italie. Les balustrades sont en marbre italien.

## Le musée national de la Première Guerre mondiale
Le Congrès des États-Unis a, en 2004, fait de ce musée, le musée national de la Première Guerre mondiale. Il a ouvert ses portes en décembre 2006.
Le musée de 3 000 m2 a été construit sous le mémorial. Sous une dalle de verre, 9 000 fleurs de coquelicots artificielles symbolisent les morts de la guerre. Ce musée souterrain a été conçu par Ralph Appelbaum Associates.
Le musée de Kansas City, qui retrace l'histoire de la « Grande Guerre » et de la conférence de paix de Paris (1919), conserve l'une des plus vastes collections consacrées au premier conflit mondial. 